# Julián Echavarri
Julián Abel Echavarri Elorza (Talcahuano, 18 de febrero de 1911-Santiago de Chile, 15 de diciembre de 2009) fue un contador y político chileno. Se desempeñó como diputado y senador de la República (1957-1965) y, luego fue embajador de su país durante el gobierno de Eduardo Frei Montalva.

## Biografía
Hijo de Leocadio Echavarri y Anselma Elorza.
Estudió en el Instituto Superior de Comercio de Concepción, donde se graduó de contador en 1928. 
Contrajo matrimonio con Isabel Fontanet. En segundas nupcias se casó con Sonia Mafalda del Carmen Lanas Hidalgo. Con ambas tuvo descendencia.
Fue secretario del Comité Pro-Adelanto de Pitrufquén. Desarrolló actividades comerciales en Temuco y Osorno. Fue socio de la firma Echevarri y Bravo Limitada, que se dedicó a la explotación agrícola, maderera y ganadera. También fue propietario de los fundos Chaucal, Lumas y la hacienda Puñire, ubicadas en el Lago Panguipulli.
Ejerció como director de la Exportadora de Maderas de Chile S.A. y como dirigente de la distribuidora de autos Cautín. Fue miembro de diversas instituciones sociales y deportivas, entre ellas, la Sociedad Nacional de Agricultura, el Club de La Unión y el Club Hípico.

## Actividades políticas
Se integró al Partido Agrario en 1933, pasando al Partido Agrario Laborista (PAL) en 1945. Fue elegido diputado por la 21.ª agrupación departamental de Imperial, Temuco, Villarrica y Pitrufquén (1937-1941), integrando la comisión permanente de Hacienda.
Fue reelegido por la misma agrupación departamental para los periodos 1941-1945, en el que perteneció a la comisión permanente de Agricultura y Colonización; 1945-1949, en el que fue miembro de la comisión permanente de Economía y Comercio; 1949-1953 y 1953-1957, siendo en estos dos últimos, parte de las comisiones de Trabajo y Legislación Social.
Abandonó el PAL en 1954, fundando y presidiendo el Partido Nacional Agrario, conformado junto al Movimiento de Recuperación Doctrinaria. Luego ingresó al Partido Nacional, donde llegó a ser presidente de la colectividad.
Fue elegido senador representando a la 8.ª agrupación provincial de Biobío, Malleco y Cautín (1957-1965), siendo parte de la comisión de Agricultura y Colonización.
En 1958 ingresó a la Democracia Cristiana y el gobierno de Eduardo Frei Montalva le nombró embajador de Chile en España (1965-1969) y en Polonia (1970).